# 坡头镇 (汉寿县)

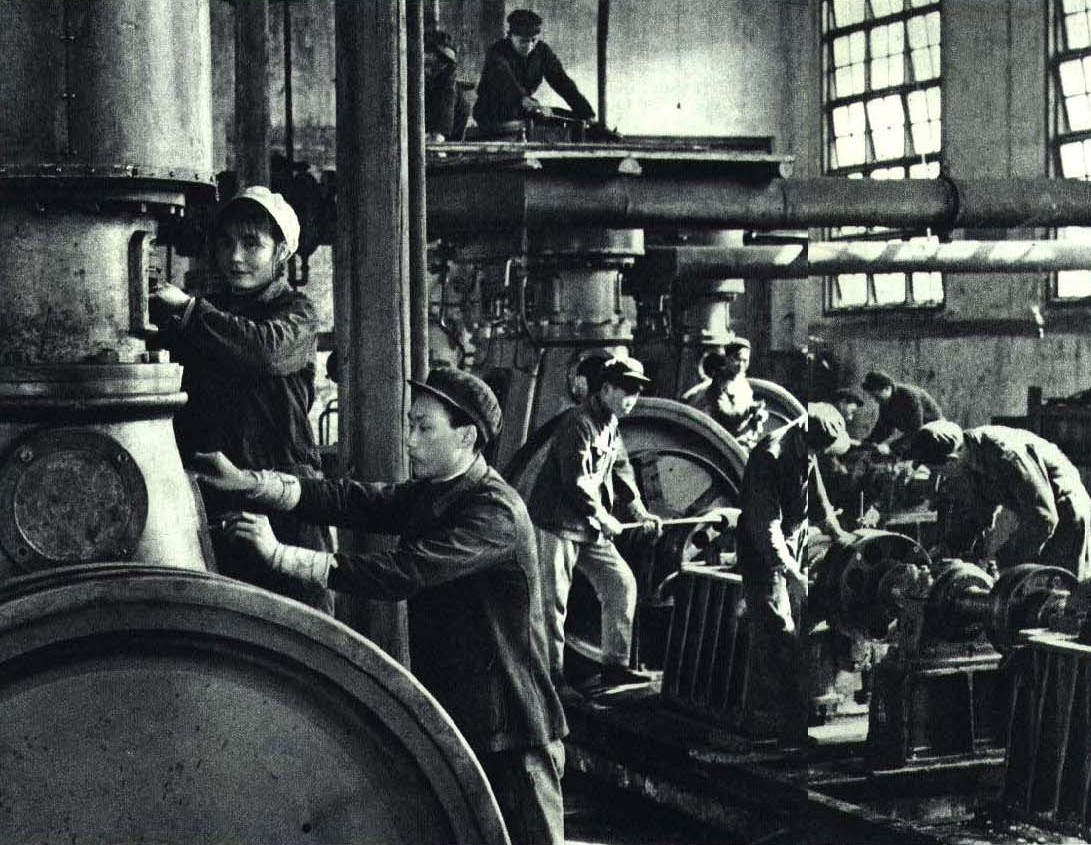
1965-4 1965年汉寿县坡头蒸汽机

坡头镇，是中华人民共和国湖南省常德市汉寿县下辖的一个乡镇级行政单位。

## 行政区划
坡头镇下辖以下地区：
如意社区、三星村、坡头村、茶亭村、新旨村、永丰村、白杨村、陈家湾村、竹山村、牛广村、明星村、官护村、中心村、黄泥湖村、横港村和群英渔场生活区。